# Donjosepički jezici
Nor-Pondo jezici (po novijem Lower Sepik ili donjosepički jezici),  jedna od glavnih jezičnih skupina nekadašnje porodice Sepik-Ramu, koja obuhvaća (6) jezika na području Papue Nove Gvineje u provinciji East Sepik. Sastoji se od dvije uže podskupine, to su:
a) Nor (2): murik 1,476 (1977 SIL); kopar 229 (1981 Wurm and Hattori).
b) pondo (4): angoram 6,200 (1981 Wurm and Hattori); chambri 1,700 (1991); tabriak 1,500 (1991 SIL); yimas 350 (1981 Wurm and Hattori).
Po novijoj klasifikaciji njezino ime je promijenjeno u Lower Sepik. Njegove podskupine su:
a) Angoram (1): angoram [aog]
b. Chambri (1): chambri [can]. jezik plemena Tchambuli.
c. Karawari (2): tabriak [tzx], yimas [yee]
d. Nor (2): kopar [xop], murik [mtf]

## Vanjske poveznice
- Ethnologue (14th)